# Rogier Verbeek
Pour les articles homonymes, voir Verbeek.
Rogier Diederik Marius Verbeek (7 avril 1845 - 9 avril 1926) était un géologue et naturaliste néerlandais connu principalement pour son ouvrage Krakatau édité en 1884-1885 sur l'ordre du gouverneur-général des Indes orientales néerlandaises. 
Il décrit l'éruption du Krakatoa en 1883 et apporte aux volcanologues contemporains des détails scientifiques précieux. Deux ans auparavant, Verbeek avait déjà fait des recherches dans la zone. Vivant à Bogor, sur l'île de Java depuis 1896, il est un témoin direct de l'éruption. Son personnage est le principal protagoniste du docufiction de la BBC Krakatoa : les derniers jours.
En 1909, il obtient un doctorat d'honneur de l'université de technologie de Delft. Il est également membre d'honneur du Koninklijk Nederlands Geologisch Mijnbouwkundig Genootschap. Enfin, il est membre du Maatschappij der Nederlandsche Letterkunde.
Un de ses cousins, Reinier D. Verbeek, a également été géologue. Pourtant leurs personnalités et leurs conceptions étaient tellement différentes qu'ils ne se fréquentaient pas.

## Galerie

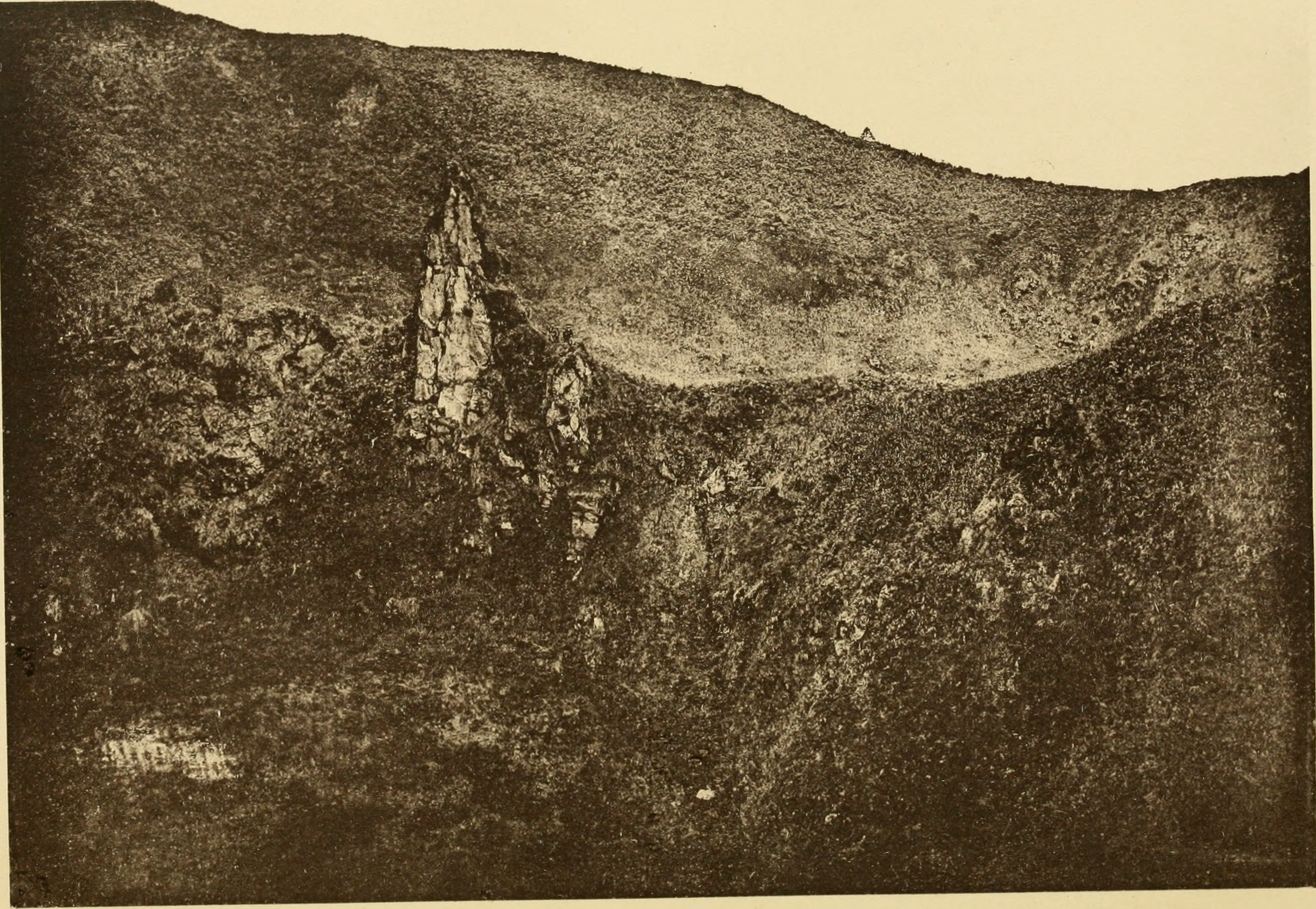
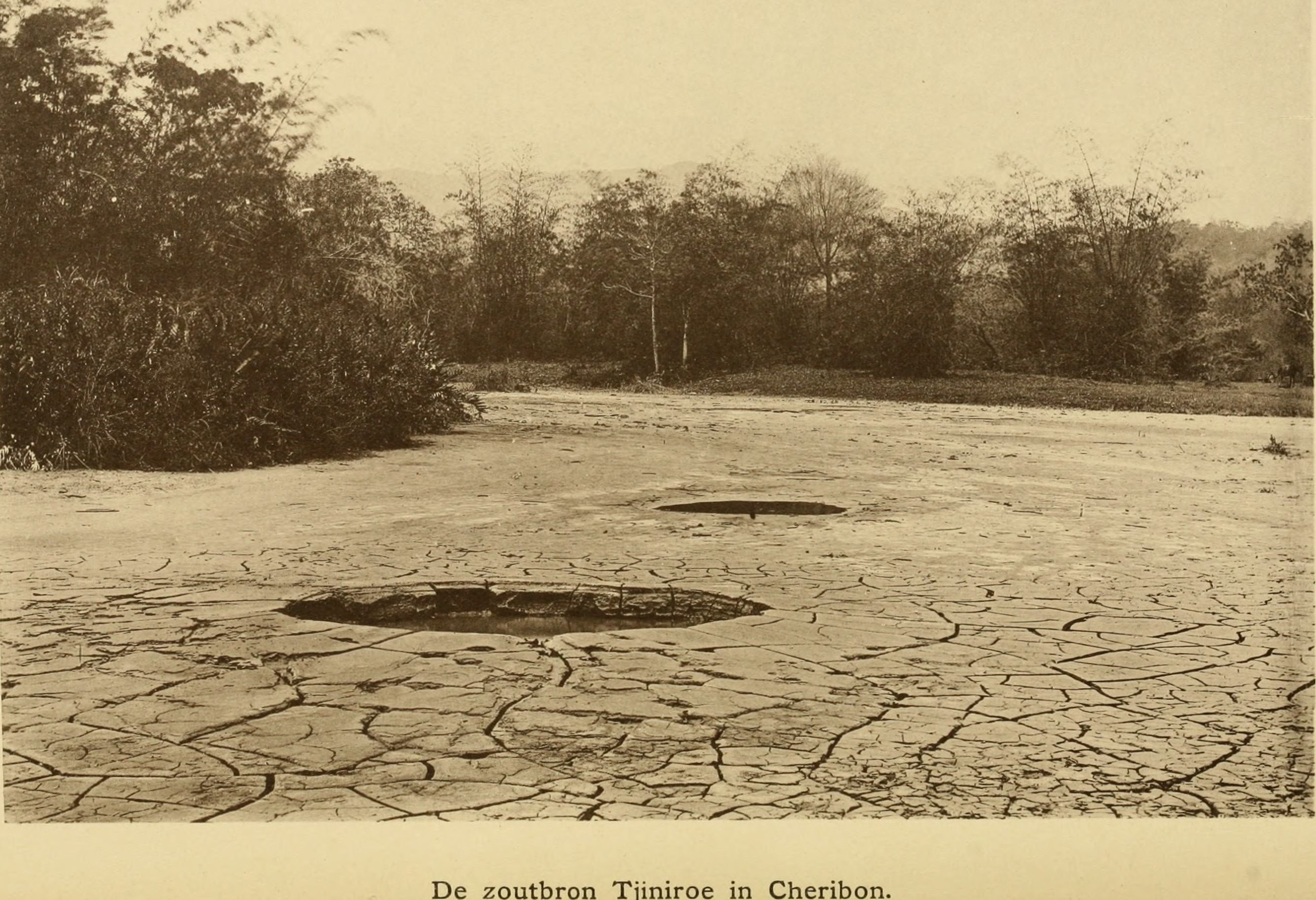
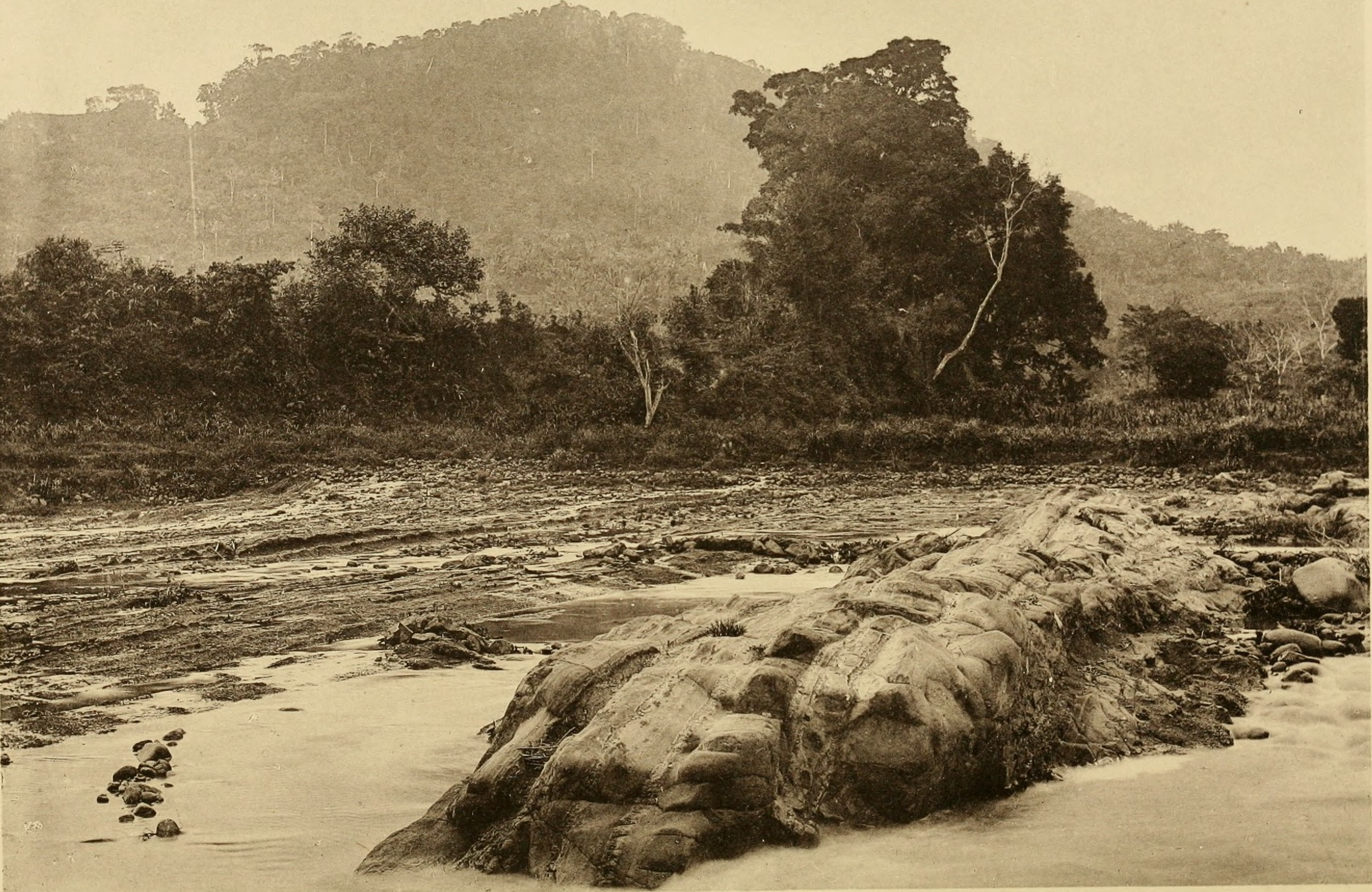
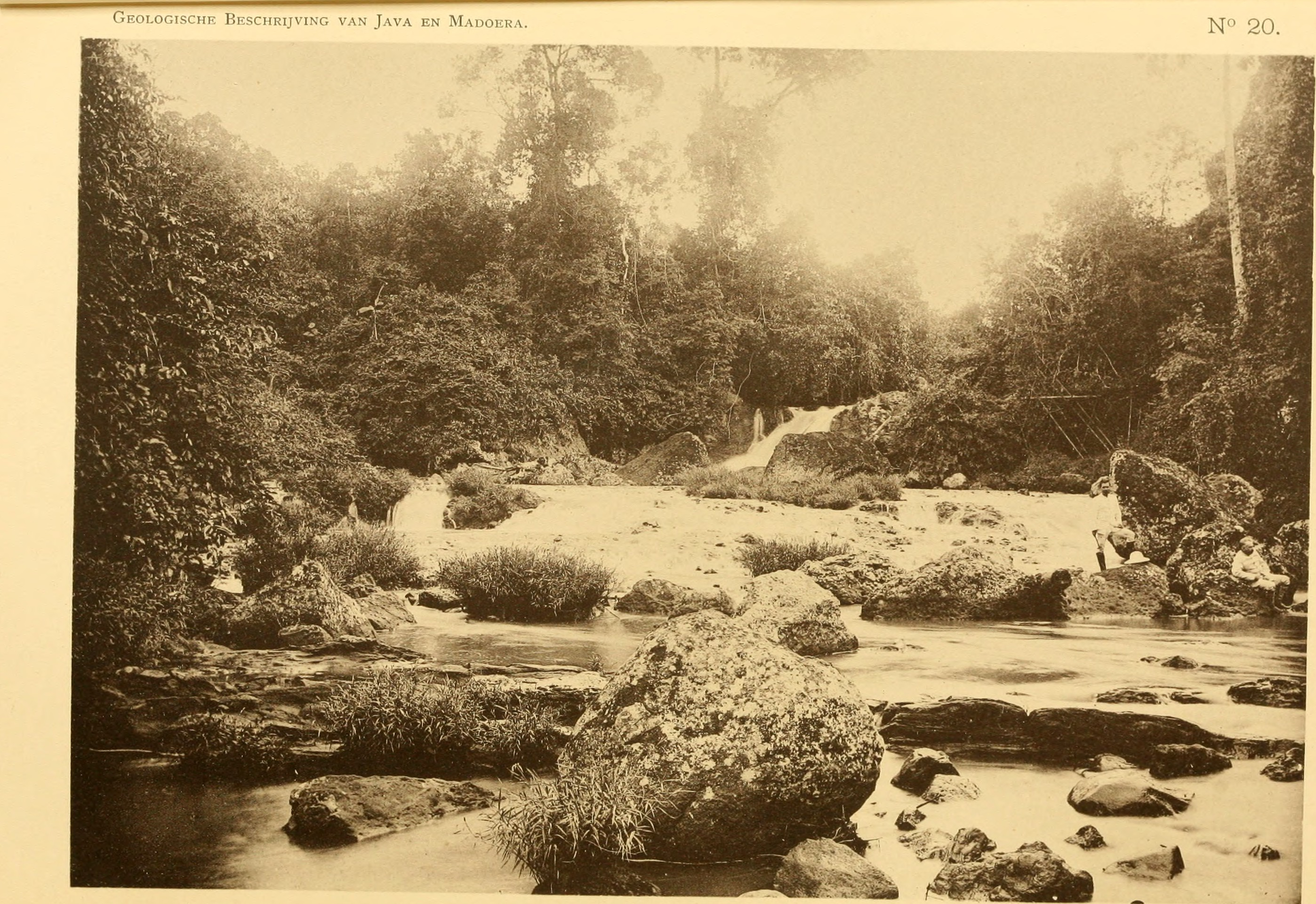

## Publications
- Description topographique et géologique en un volume de la cote occidentale de Sumatra, Batavia, 1883
- Description géologique de Java et Madura, Amsterdam, 1886
- Les îles Alor et Pantar, séjour à Timor et entretiens, Amsterdam, 1914
- Les éruptions volcaniques dans l'est de Java à la fin du VIe siècle, Verhandelingen van het Genootschap, 1925